# Six Degrees of Inner Turbulence
Six Degrees of Inner Turbulence – dwupłytowy album progresywnometalowej grupy Dream Theater, wydany w 2002.
Płyta cięższa, ostrzejsza i bardziej eksperymentalna od poprzedniej Metropolis Pt. 2: Scenes from a Memory, unawana za jedną z najostrzejszych w dyskografii Dream Theater. Na Six Degrees... zespół w swoją prog metalowo-rockową muzykę wplata elementy thrash metalu i nu-tone. Jednym z najbardziej eksperymentalnych utworów jest The Glass Prison opowiadający o problemach alkoholowych perkusisty Mike'a Portnoya (wątek kontynuowany na kolejnych albumach zespołu - Train of Thought, Octavarium, Systematic Chaos i Black Clouds & Silver Linings), pojawiają się połamane riffy, skrecze i przesterowane wokale. Starszych fanów zaskoczyć może też bardzo ostre brzmienie 7-strunowych gitar i thrashowe riffy. Wyróżnia się The Great Debate dosyć ciężki utwór z tekstem na temat klonowania (dużo wstawek z wiadomości i dzienników) czy mroczny i posępny Misunderstood.
Całą drugą płytę zajmuje tytułowa suita, najdłuższa w historii zespołu, podzielona na 8 części. W przeciwieństwie do CD 1 bardziej przypomina wcześniejsze dokonania zespołu. Opowiada historię sześciu osób, które przeżyły załamanie nerwowe. Utwór jest bardzo rozbudowany i zróżnicowany muzycznie, typowo metalowe motywy przeplatają się z niemal orkiestrowymi czy jazz-rockowymi.
Album rozpoczyna się szumem takim samym jakim kończy się Metropolis Pt. 2: Scenes from a Memory, ten pomysł będzie kontynuowany na następnych wydawnictwach.

## Lista utworów

### CD1
1. "The Glass Prison" (muzyka Dream Theater, tekst Mike Portnoy) – 13:52
  - I. Reflection
  - II. Restoration
  - III. Revelation
2. "Blind Faith" (Dream Theater, James LaBrie) – 10:21
3. "Misunderstood" (Dream Theater, John Petrucci) – 9:34
4. "The Great Debate" (Dream Theater, John Petrucci) – 13:43
5. "Disappear" (Dream Theater, James LaBrie) – 6:46

### CD2
1. "Six Degrees Of Inner Turbulence" – 42:04
  - I "Overture" (Dream Theater) – 6:49
  - II "About to Crash" (Dream Theater, John Petrucci) – 5:51
  - III "War Inside My Head" (Dream Theater, Mike Portnoy) – 2:08
  - IV "The Test That Stumped Them All" (Dream Theater, Mike Portnoy) – 5:03
  - V "Goodnight Kiss" (Dream Theater, Mike Portnoy) – 6:17
  - VI "Solitary Shell" (Dream Theater, John Petrucci) – 5:47
  - VII "About to Crash (Reprise)" (Dream Theater, John Petrucci) – 4:04
  - VIII "Losing Time/Grand Finale" (Dream Theater, John Petrucci) – 6:01

## Twórcy
- James LaBrie – śpiew
- John Myung – gitara basowa
- John Petrucci – gitara elektryczna
- Mike Portnoy – instrumenty perkusyjne
- Jordan Rudess – instrumenty klawiszowe
- Howard Portnoy – gong w utworze "The Great Debate"